# Megazosteria purpurascens
Megazosteria purpurascens är en kackerlacksart som först beskrevs av Shaw 1925.  Megazosteria purpurascens ingår i släktet Megazosteria och familjen storkackerlackor. Inga underarter finns listade i Catalogue of Life.